# Сонячний окунь
Сонячний окунь або сонячна риба (Lepomis) — рід прісноводних риб родини Центрархових (Centrarchidae) ряду Perciformes.
Наукова назва роду — Lepomis — походить від грец. λεπίς («луска») і грец. πώμα («кришка»). Зяброві кришки представників цього роду вкриті лускою.
Сонячні риби сягають 41 см довжини, але більшість мають розміри 10-20 см. Широко розповсюджені в річках і озерах США і Канади, деякі види поширились водоймами Світу. Сонячний окунь звичайний (L. gibbosus) був завезений до Європи з Північної Америки як акваріумна риба наприкінці ХІХ ст. Уже в першій половині ХХ ст. він траплявся в багатьох водоймах на Півдні України. Зараз через потепління спостерігається його рух до північніших регіонів, зокрема виявлено популяцію у Ворзелі, що під Києвом.

## Види

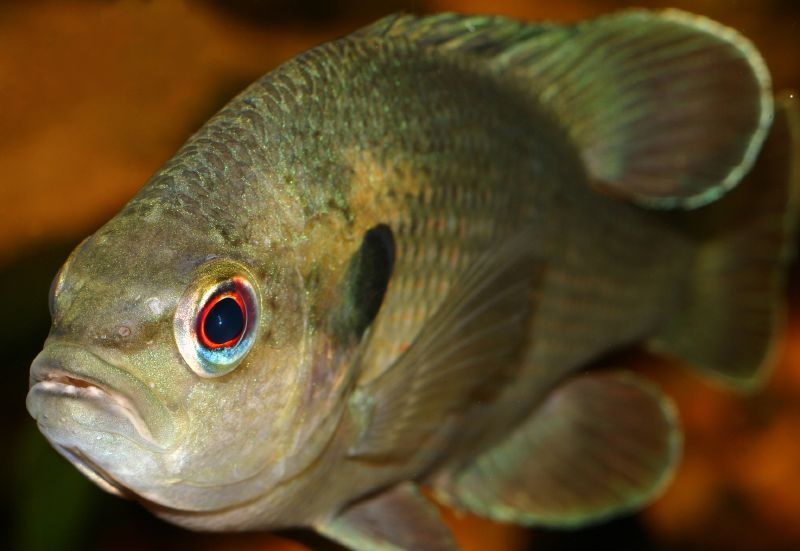
Lepomis miniatus

- Lepomis auritus
- Lepomis cyanellus
- Lepomis gibbosus — Сонячний окунь звичайний, або Царьок
- Lepomis gulosus
- Lepomis humilis
- Lepomis macrochirus — Сонячний окунь синьозябровий
- Lepomis marginatus
- Lepomis megalotis
- Lepomis microlophus
- Lepomis miniatus
- Lepomis punctatus
- Lepomis symmetricus